# Björn & Benny
Björn & Benny er det svenske makkerpar Benny Andersson & Björn Ulvæus, som er bedst kendt som "Drengene fra ABBA", men deres samarbejde begyndte allerede i 1967, hvor singlen "She's my kind of girl" blev nummer #1 på den japanske single-hitliste.
Sammen skrev de sange til mange skandinaviske sangere, bl.a. Svenne & Lotta og Dorthe Kollo.
Fra 1972-82 var det ABBA det handlede om. Men efter gruppen gik fra hinanden fandt Björn og Benny sammen med Tim Rice og skrev musicalen Chess, der spillede i flere år på West End theatre i England.
Derefter lavede de den svenske musical, Kristina från Duvemåla.
Siden 1997 har de været i gang med musicalen Mamma Mia!, der er baseret på ABBAs sange. Indtil videre har Mamma Mia! været opført i 5 verdensdele.

## Diskografi
Denne diskografi er eksklusiv ABBA-album og ABBA-singler.

### Album
- 1970: Lycka
- 1984: Chess (concept album with Tim Rice)
- 1986: Chess Pieces
- 1988: Chess: Original Broadway Cast Recording
- 1994: Chess in Concert
- 1996: Kristina från Duvemåla
- 1998: från Waterloo till Duvemåla
- 1999: 16 favoriter ur Kristina från Duvemåla
- 1999: Mamma Mia! (Original Cast Recording)
- 2000: Mamma Mia! (Original Broadway Cast Recording)
- 2002: Chess på Svenska
- 2005: Mamma Mia! På Svenska
- 2008: Mamma Mia! – The Movie Soundtrack
- 2009: Chess in Concert (London)
- 2010: Kristina at Carnegie Hall
- 2013: Hjälp Sökes

### Singler
- 1970: "She's My Kind of Girl"/"Inga Theme"
- 1970: "Hej Gamle Man!"/"Lycka" (Happiness)
- 1971: "Hey, Musikant"/"Was die Liebe sagt"
- 1971: "Det Kan Ingen Doktor Hjalpa" (It Can't Be Remedied by a Doctor)/"På Bröllop"
- 1971: "Tänk Om Jorden Vore Ung" (If Only We Had The Time)/"Träskofolket"
- 1972: "En Karusell" (Merry-Go-Round)/"Att Finnas Till"
- 1972: "Love Has Its Ways"/"Rock 'N' Roll Band" (Benny & Björn 1st version)

| Musik | Spire Denne musikartikel er en spire som bør udbygges. Du er velkommen til at hjælpe Wikipedia ved at udvide den. |